# Ypthima ibitina
Ypthima ibitina är en fjärilsart som beskrevs av Ward 1873. Ypthima ibitina ingår i släktet Ypthima och familjen praktfjärilar. Inga underarter finns listade i Catalogue of Life.